# Tanimbaröarna

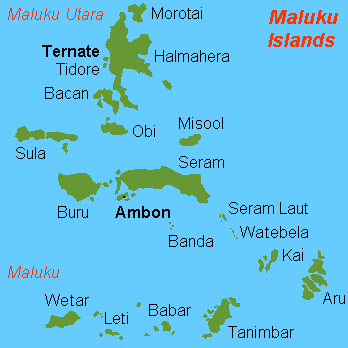
översiktskarta

Tanimbaröarna (indonesiska Kepulauan Tanimbar, även Tenimbar Islands eller Timor Laut) är en ögrupp i Malukuprovinsen i Indonesien i västra Stilla havet.

## Geografi
Tanimbaröarna är en del i Moluckerna och ligger cirka 2 200 km öster om Djakarta i Bandasjön cirka 600 km sydöst om huvudön Ambon och cirka 400 km norr om Australien. De geografiska koordinaterna är 7°50′ S och 131°50′ Ö.
Ögruppen är av vulkaniskt ursprung och har en area om cirka 5 620 km². Den omfattar cirka 66 öar varav 7 större öar och öarna täcks till stora delar av tropisk regnskog.
De större öarna är
- Yamdena, huvudön, cirka 3 300 km², 112 km lång och 64 km bred
- Fordata, nordöst om huvudön
- Larat, nordöst om huvudön
- Molu, norr om huvudön
- Selaru, söder om huvudön
- Sera, väster om huvudön
- Wuliaro, väster om huvudön

Tanimbaröarna har cirka 61 000 invånare uppdelade i två distrikt Tanimbar Utara och Tanimbar Selatan med ett 40-tal byar. Huvudorten heter Saumlaki och ligger på huvudöns södra del. Den högsta höjden ligger på cirka 240 m ö.h.
Förvaltningsmässigt ingår ögruppen i "kabupaten" (distrikt) Maluku Tenggara Barat.

## Historia
Tanimbaröarna beboddes troligen av melanesier redan cirka 1500 f Kr. Kring 1645 övertogs området av Vereenigde Oostindische Compagnie (Holländska Ostindiska Kompaniet).
1910 etablerades en katolsk mission på huvudön.
Nederländerna behöll kontrollen över ögruppen, förutom en kort tid under andra världskriget då området ockuperades av Japan, fram till Indonesiens självständighet.
Under oroligheterna mellan muslimer och kristna i slutet av 1900-talet som drabbades många andra öar (Ambon framför andra) i området flyttade många till Tanimbaröarna